# Wrong Turn 2: Dead End
Wrong Turn 2: Dead End är en amerikansk skräckfilm som släpptes direkt på DVD i oktober 2007. Handlingen följer 2003 års Wrong Turn, med en kannibalfamilj som jagar och äter upp alla de får tag på. I filmen spelar bland annat Erica Leerhsen och Henry Rollins, som medverkar i en postapokalyptisk dokusåpa.

## Trivia
- Filmen filmades på bara 25 dagar.
- Filmens regissör gjorde om teasern månader efter att FOX gjort sin i hans tycke undermåliga teaser.
- Enligt regissören Joe Lynch på DVD-kommentarerna, användes det ungefär 1136 liter (300 gallons) blod i filmen.